# Elecciones parlamentarias de Islandia de 1956
Las elecciones parlamentarias de Islandia fueron realizadas el 24 de junio de 1956. El Partido de la Independencia se posicionó como el partido mayoritario en la Cámara Baja del Alþingi, obteniendo 13 de los 35 escaños.

## Resultados
| Partido                          | Votos  | %    | Cámara Baja | Cámara Baja | Cámara Alta | Cámara Alta |
| Partido                          | Votos  | %    | Escaños     | +/–         | Escaños     | +/–         |
| -------------------------------- | ------ | ---- | ----------- | ----------- | ----------- | ----------- |
| Partido de la Independencia      | 35 027 | 42.4 | 13          | –1          | 6           | –1          |
| Alianza Popular                  | 15 859 | 19.2 | 5           | 0           | 3           | +1          |
| Partido Socialdemócrata          | 15 153 | 18.3 | 6           | +2          | 2           | 0           |
| Partido Progresista              | 12 925 | 15.6 | 11          | +1          | 6           | 0           |
| Partido de Preservación Nacional | 3 706  | 4.5  | 0           | –2          | 0           | 0           |
| Independientes                   | 8      | 0.0  | 0           | Nuevo       | 0           | Nuevo       |
| Votos en blanco/nulos            | 1 677  | –    | –           | –           | –           | –           |
| Total                            | 84 355 | 100  | 35          | 0           | 17          | 0           |
| Participación electoral          | 91 618 | 92.1 | –           | –           | –           | –           |
| Fuente: Nohlen & Stöver          |        |      |             |             |             |             |